# Gabonzuzi
Gabonzuzi ou Gabon-zuzi est le mot basque désignant la torche de Noël en référence à une vieille coutume de mettre du bois dans le feu de la cheminée lors de la nuit de Noël. Dans beaucoup de villages de Vasconie, on désigne ainsi le tronc d'arbre ou la bûche que l'on met dans la cheminée. C'est l'un des objets et symboles caractéristiques du solstice d'hiver et de la fête d'Eguberri ou de la Nativité.

## Contexte historique
L'homme s'est toujours efforcé de trouver des explications aux événements qui se passent autour de lui et de donner un sens à sa vie et au monde qui l'entoure. Ainsi, nous nous approprions la nature et ses cycles, en utilisant les événements qui se reproduisent régulièrement comme points de référence et normes. Par conséquent, les événements traditionnels qui ont eu lieu au Pays basque en hiver et qui se déroulent encore aujourd'hui doivent être analysés en partant de cette expérience directe avec les éléments naturels et ses cycles. Le solstice d'hiver est le chemin de retour du soleil avec le nombre d'heures de clarté qui augmente. Donc depuis la nuit des temps, les hommes célèbrent ce moment et ce n'est pas un hasard si la religion chrétienne elle-même a placé à ces dates-là la naissance du Christ, « Soleil de l'humanité ».

## Différents noms
On le désigne sous plusieurs noms dont Gabon (Trespuentes), Gabonzuzi (Zegama), Gabon-subil (Abadiano et Antzuola), Gabon-mukur (Bedia), Olentzero-enbor (Oiartzun), Onontzoro-mokor (Larraun), Subilaro-egur (Aezkoa), Suklaro-egur (Salazar), Sukubela (Liguinaga et Licq), Porrondoko (Salvatierra-Agurain), etc..

## Étymologie
Gabon signifie « nuit de Noël » en basque. Le suffixe a désigne l'article : Gabona se traduit donc par « la nuit de Noël ». Le K, lui, indique le pluriel. Gabonak signifie « les fêtes de Noël ». Prononcer gabone.
Ne pas confondre avec Gau on qui veut dire « bonne nuit » mais qui, dans certaines façons de parler se dit aussi gabon (contraction, accent ?) car gaba en Navarre par exemple signifie « nuit ».
Gabonzuzi est un des termes pour désigner le tronc que l'on fait brûler la nuit de Noël en basque. 

## Traditions locales
À Ezkirotz et à Elkano, on met trois troncs à brûler dans la cheminée : le premier est consacré à Dieu, il placé sur le seuil de la porte principale de la maison, le premier jour de l'an ou le jour de la Saint-Antoine le 17 janvier. On fait passer par-dessus les animaux domestiques. On pense que de cette façon ils ne mourront pas accidentellement l'année qui vient. On retrouve cela à Oiartzun et Arakil. Le second tronc pour Notre-Dame et le troisième pour la famille. À Eraso ainsi qu'à Arakil, on ajoute un morceau de bois pour chacun des membres de la famille et un pour les nécessiteux. À Olaeta on brûle dans la cheminée un tronc de hêtre pendant la dernière nuit de l'année. On brûle en même temps tout le bois restant du tronc de l'an passé.
Gabonzuzi a des vertus spéciales du fait qu'il a brûlé la nuit de Noël et celle de la Saint-Sylvestre. Avec son feu on prépare le repas de la nuit de Noël à Oiartzun (Guipuscoa) ainsi qu'à Abadiano et Antzuola. 
À Elduain, on cherche à faire un grand feu car, d'après ce que l'on dit aux enfants, on évite ainsi qu'Olentzero descende par la cheminée, armé de sa faux. Il pourrait ôter la vie à ceux qui vivent dans la maison.
À Agurain, on pense que Gabonzuzi a le pouvoir d'éloigner les orages. Les gens le brûlent chaque fois que la menace se fait sentir.
Dans les maisons conservant un taureau pour la reproduction, la pratique suivante a lieu : on met dans le feu de la cheminée deux bâtons, le temps du repas de la nuit de Noël. Puis on fend le plus large des deux par son extrémité carbonisée et on y place le second de telle manière qu'il traverse la fente et forme avec le premier une croix. On porte cette croix dans l'étable où se trouve le taureau, on la cloue ou on l'accroche sur un mur ou sur un poteau. On pense qu'ainsi le taureau ne contractera pas durant l'année la maladie dite mamin partidu.
Dans la vallée d'Aezkoa, on recueille le charbon et la cendre produits par la combustion de Gabonzuzi. Lorsqu'une vache a la mamelle endurcie on fait brûler ces restes et on les applique à la manière de fumigation sur la mamelle..
À Amorebieta, on dit que Gabonzuzi empêche la belette de nuire aux gens de la maison et à ses animaux. Ils veillent à ce que le feu durant la nuit de Noël ne s'éteigne pas, ils cherchent ainsi à éviter que quelqu'un de la famille meure durant l'année.
À Bedia, on conserve le tronc et ses charbons. De cette façon on pense prolonger la bénédiction sur la maison..
À Forua, le dîner était préparé avec son feu, dans lequel les délices habituels étaient l' Intxaursaltsa et l'olio saltsa. À Muxika et à Ibarrune, la cendre que ce tronc produite à la maison est conservée jusqu'à la San Esteban (Saint-Étienne). Ce jour-là, ils l’emmènent dans les zones de culture où elle est répandue en forme de croix sur le sol. C'est ainsi qu'on pense pouvoir tuer la vermine. Une autre coutume profondément enracinée en Biscaye consistait à conserver le Gabon-ogi ou pain du réveillon tout au long de l'année.
À Licq, le Gabonzuzi favorise la naissance de femelles dans le troupeau de brebis.
À Eraso quand quelqu'un meurt, on met Gabonzuzi à côté de son corps.